# 막음
막음은 상대방 돌이 늘거나 뻗지 못하도록 '진로'를 차단하는 수이다.